# Distrito de Mamara
El Distrito de Mamara es uno de los catorce distritos de la Provincia de Grau  ubicada en el departamento de Apurímac, bajo la administración del Gobierno regional de Apurímac, en el sur del Perú.
Desde el punto de vista jerárquico de la Iglesia católica forma parte de la Diócesis de Abancay la cual, a su vez, pertenece a la Arquidiócesis de Cusco.
El distrito fue creado mediante Ley del 2 de enero de 1857, en el gobierno de Ramón Castilla.

## Geografía

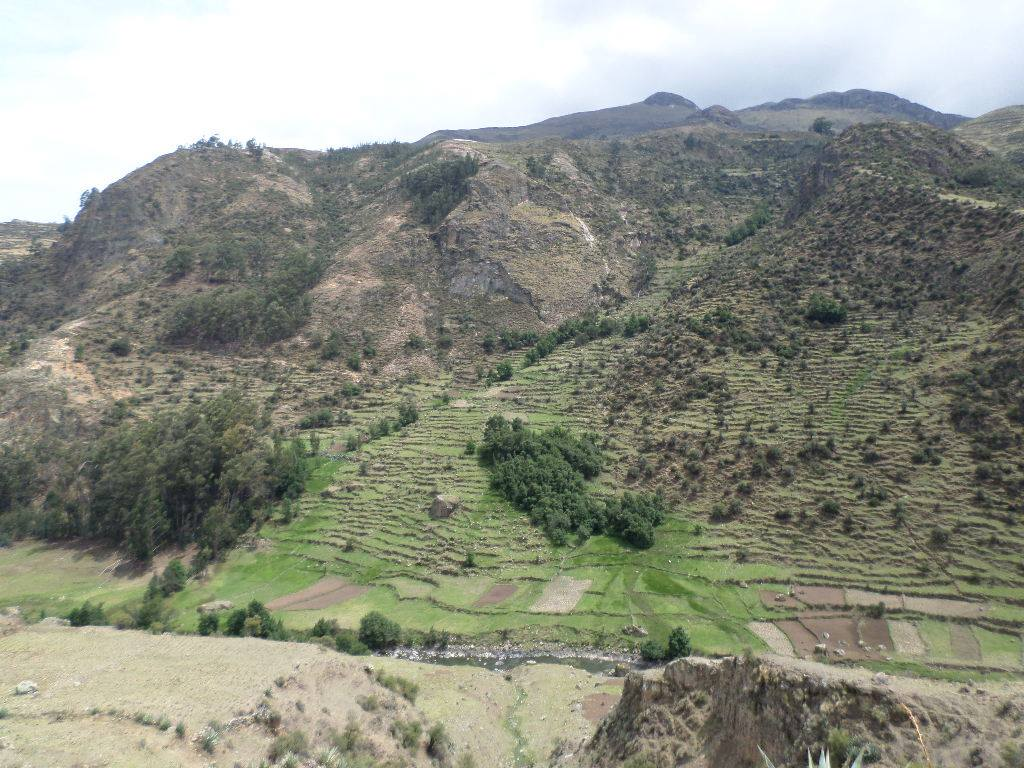

La ciudad de Mamara se encuentra ubicada en los Andes Centrales. Mamara es una antigua ciudad colonial capital del distrito del mismo nombre que está ubicado a 3 547 m s n m, a una distancia de 63 km desde Chuquibambylla, capital provincial de Grau. A 160 km desde la ciudad de Abancay, capital de la región de Apurímac. Conforma una de los 14 distritos más desarrollados de la provincia Grau. Cuenta con una carretera que une desde la Capital departamental, la ciudad de Abancay vía Chuquibambilla, capital de la Provincia Grau que conecta por dos vías una que pasa por los distritos de Vilca bamba, Micaela Bastidas, San Antonio y Mamara. La otra vía por el lado derecho que pasa por los distritos de Santa Rosa, Pataypampa, Turpay, Oropeza y el anexo de la comunidad campesina san Agustín de Huaruchaca y llega a la ciudad colonial de Mamara. Se encuentra cubierto y rodeado de millares de plantaciones de eucaliptos que tienen cientos de años. La laguna de Quchapampa se encuentra a 3 525 m s. n. m. se ubica en la parte occidental a 1.5 km de la Ciudad. Esta laguna en tiempos de estiaje se secaba, ahora en cambio se está acopiándose con las aguas del riachuelo de Raqayray durante todo el año en su máximo apogeo el espejo de agua llega a una profundidad 4 o 5 metros de altura. Cerca a esta laguna está también la antigua ciudadela pre inca de Winchurku rodeado de un cementerio natural pétreo hecho por los naturales de entonces cuya población se presume unos 5 mil habitante, en sus servicios y usos domésticos utilizaron en su mayoría las piedras del río de wayllay. Así llegaron a cultivar la tierra casi en su totalidad el área que actualmente se conoce con el nombre quechua MUYA que en castellano significa jardín. Es ahí donde han llegado a construir las andenerías y acueductos más rústicos utilizando bloques grandes de piedra sin tallar y posiblemente la laguna de quchapampa también les sirvió de reservorio de agua para el riego de estos terrenos de cultivo.Por Libio Benites H.

## Lugares de interés

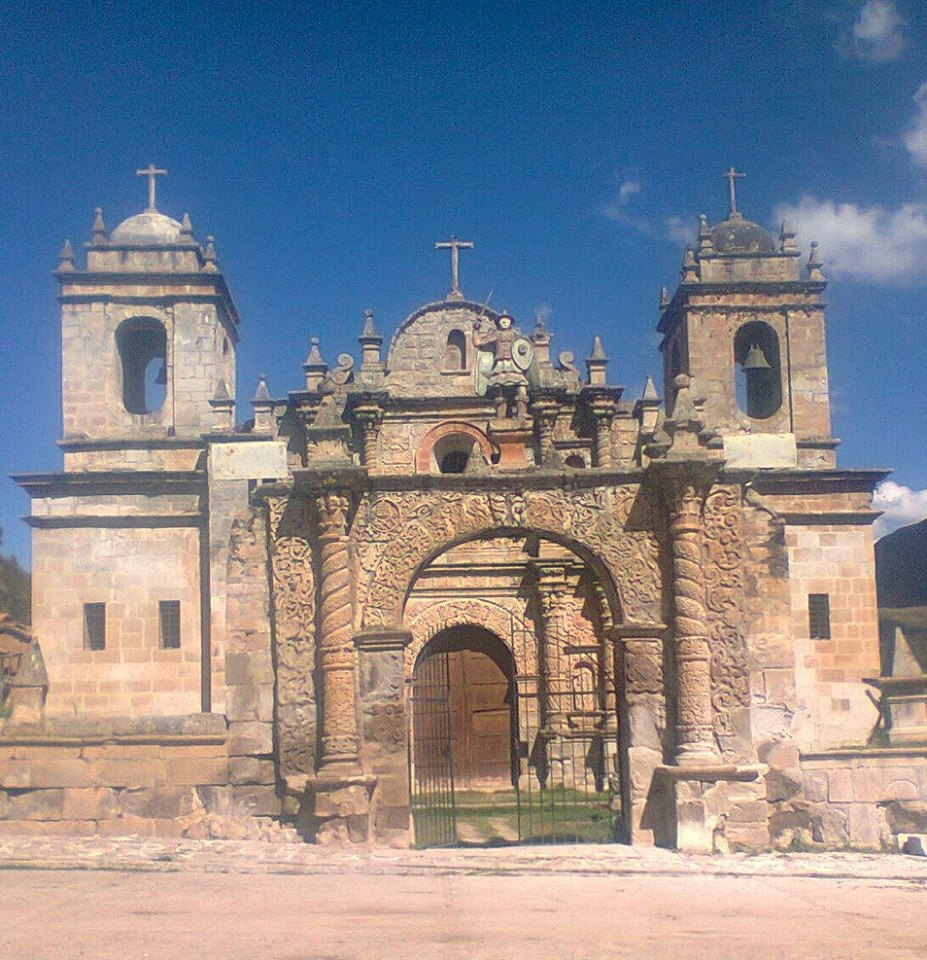

Mamara, nombre de un pueblo que guarda una de las joyas arquitectónicas más notables del Perú antiguo, colonial y republicano. (vestigios de construcciones de viviendas, caminos, templos de la religión yanawara que son las wak’as, asentamientos humanos pre-incas como: los Maransiras, Mullpha cruz, Chancaras, Chinyatis Winchurkus y Kallankas este último grupo humano ya formaban un asentamiento humano bien avanzado en su civilización, canales de irrigación, andenerías para el cultivo de la papa y el maíz) del periodo pre-inca e inca; (Templo , Tres Cruces, puentes) del periodo colonial; (calles y casas del centro histórico, etc) del periodo republicano resaltando el apoteósico nombre de “Uch’uy Qusqu” significa Cusco Chico. La obra de las Tres cruces se muestra como símbolo de la santa inquisición, El Templo San Miguel de Mamara refleja la obra arquitectónica más impresionante resaltan en el lugar, únicos en la región de Apurímac que fue edificada en 1580 y 1796 respectivamente durante el periodo colonial del Perú. Mamara se tiende en medio de un pequeño valle de clima templado y risueño que presenta un parque de la plaza de armas con un hermoso jardín botánico con más de un centenar de especies de plantas nativas que permanece florido durante todo el año bajo el mantenimiento permanente de un personal exclusivo de la municipalidad, la construcción de las casas se observa a lo lejos como un oasis en el medio de un manto verde de árboles o vegetación tupida de eucaliptos y más allá de lomas , colinas y cumbres pedregosas, de gigantescas rocas, y los cerros tutelares que son dioses de la cosmovisión andina como el Mallmanya, Waychhani, Puka Urqu, Pitu Urqu etc. que a partir del año 2012 pertenecerán a los distritos de Micaela Bastidas y Curasco excepto Rawka, Calvario, Qisqapata, Chankara, Amaru, Sukusuku, igualmente tiene pampas pastizales con vigor nutritivo para los auquénidos, ovinos y equinos; animales tradicionalmente ligados a la vida económica y social de los pueblos que pertenecen a las etnias yanawaras. Por Libio Benites H.

## Autoridades

### Municipales
Las Autoridades Municipales a partir de la revocatoria del 30 de septiembre de 2012 son:  
- 2012-2014:[3] Alianza para el Progreso (APEP). 
  - Alcalde: Eleuterio Ravelo Salas (APEP).

Rgidores:
Hipólita Siclla Tomaylla (APEP). Héctor Francisco Machado Paniura (APEP). Evangelina Escalante Gutiérrez(APEP). Isabel Irma Huarcaya Mitma (Kallpa). William Wilson Tomaylla Huamanquispe (kallpa). 
- 2007-2010
  - Alcalde: Julián Alejandrino Challco Quispe.

- -     -       - Alcalde: Nicanor Benites López

Gestión municipal 2019-2022

## Festividades
- Carnavales.
- San Miguel.